# 黑花薹草
黑花薹草（学名：Carex melanantha）为莎草科薹草属的植物。分布在蒙古、中亚、俄罗斯以及中国大陆的新疆等地，生长于海拔2,500米至4,500米的地区，多生于山坡阴处及高山草甸，目前尚未由人工引种栽培。